# Котловина
Котловина̀ е вдлъбната форма на релефа на сушата, морското или океанското дъно. Представлява понижение на земната повърхност, обградено от всички страни от склонове на планини и възвишения, затворено или открито в една или в две противоположни посоки от река, протичаща през него. По режима на оттока котловините могат да бъдат проточни, отточни и безотточни. Характеризират се със специфичен микроклимат и температурни инверсии.
Котловината има ясно обособени части – котловинно дъно и подножия. Когато дъното е относително равно, котловината може да се нарича поле. По котловинното дъно може да има възвишения, локални понижения и други.
По произход котловините могат да бъдат тектонски (вътрешнопланински или междупланински грабени), вулкански (калдери и кратери), ерозионни (долинни разширения), карстови и други.